# Лаврухіна Параска Пилипівна
Параска Пилипівна Лаврухіна (1939–1999) — радянська працівниця сільського господарства, доярка, Герой Соціалістичної Праці (1973).

## Біографія
Параска Лаврухіна народилася 12 жовтня 1939 року на хуторі Тішкін (нині — Кам'янський район Ростовської області).
Після закінчення семи класів школи у 1955 році працювала дояркою в колгоспі «Заповіти Ілліча» того ж району, а в 1963 році перейшла на роботу в колгосп імені Леніна.
Багато років Лаврухіна була однією з кращих доярок у всьому районі. В 1972 році досягла рекордних надоїв, отримавши від кожної із закріплених за нею корів по 3610 кілограмів молока.
Указом Президії Верховної Ради СРСР від 6 вересня 1973 року за досягнуті успіхи в розвитку сільського господарства" Параска Лаврухіна удостоєна високого звання Героя Соціалістичної Праці з врученням ордена Леніна і медалі «Серп і Молот».
З 1975 року Лаврухіна завідувала молочно-товарною фермою № 3. У 1980 році закінчила сільськогосподарський технікум.
Обиралася депутатом різних виборних органів. Була членом КПРС і делегатом XXVI з'їзду КПРС.
Проживала в станиці Роздорська Усть-Донецького району Ростовської області. Померла 30 жовтня 1999 року.

## Нагороди
- Також нагороджена орденом Трудового Червоного Прапора та низкою медалей, серед яких дві срібні (1970 та 1974) та одна бронзова (1973) медалі ВДНГ СРСР.